# Daniel Borgna
Daniel Rubén Borgna (Santa Fe, Santa Fe, 4 de mayo de 1953 - 23 de febrero de 2022) fue un futbolista argentino que se desempeñaba como delantero.

## Trayectoria

### Gimnasia de Santa Fe
Borgna se formó en Gimnasia de Santa Fe y debutó en 1971. Se destacó en la Liga Santafesina y llamó la atención de los grandes de la provincia.

### Colón
En 1972 llegó a Colón. El sabalero, fue uno de los clubes en donde más tiempo permaneció, jugando hasta el año 1976.

### Gimnasia La Plata
En 1977 se sumó a Gimnasia La Plata. En el lobo disputó dos temporadas.

### Liga de Portoviejo
Tuvo su primera experiencia en el exterior, cuando en 1978, viajó a Ecuador para sumarse a Liga de Portoviejo. En el equipo ecuatoriano disputó una temporada.

### Patronato
Volvió a Argentina para jugar en Patronato. Con el patrón jugó el Campeonato Nacional 1978, en lo que fue el debut del equipo de Paraná, en Primera División.

### Atlético Tucumán
En 1979 pasó a Atlético Tucumán. Con el decano se coronó campeón de la Liga Tucumana.

## Clubes
| Club                 | País      |
| -------------------- | --------- |
| Gimnasia de Santa Fe | Argentina |
| Colón                | Argentina |
| Gimnasia La Plata    | Argentina |
| Liga de Portoviejo   | Ecuador   |
| Patronato            | Argentina |
| Atlético Tucumán     | Argentina |

## Palmarés
| Título        | Equipo           | País      | Año  |
| ------------- | ---------------- | --------- | ---- |
| Liga Tucumana | Atlético Tucumán | Argentina | 1979 |